# Psammopsyllus stri
Psammopsyllus stri is een eenoogkreeftjessoort uit de familie van de Leptopontiidae. De wetenschappelijke naam van de soort is voor het eerst geldig gepubliceerd in 1983 door Mielke.